# Rocca de' Baldi
Rocca de' Baldi es un municipio italiano situado en la provincia de Cúneo, en Piamonte. Tiene una población estimada, a fines de marzo de 2023, de 1551 habitantes.

## Evolución demográfica
| Gráfica de evolución demográfica de Rocca de' Baldi entre 1861 y 2023 |
|                                                                       |
| Fuente: ISTAT - Elaboración gráfica de Wikipedia                      |